# پروتئین‌های کوچک
پروتئین‌های کوچک (نام علمی: Small Proteins)، گروهی از پروتئین‌ها با طول زنجیره آمینو اسیدی کوتاه (حداکثر تا دویست آمینواسید) هستند که در تمام موجودات یافت می‌شوند. اغلب تک دمینی هستند و ساختار سوم مشخصی را به نمایش می‌گذارند. این پروتئین‌ها نقش‌های مهمی در فرایندهای مختلف بیولوژیکی دارند. بعضی فاکتورهای رونویسی، توکسین‌های حیوانات، مهار کننده‌های پروتئازها، هورمون‌ها، نوکلئازها و بسیاری پروتئین‌های دیگر با عملکردهای متنوع به این گروه از پروتئین‌ها تعلق دارند. به دلیل محدودیت‌های موجود برای شناسایی چارچوب خوانش باز (به انگلیسی: ORF) کوچک، این پروتئین‌ها تا مدت‌ها چندان مورد توجه نبودند ولی با پیشرفت‌های اخیر در زمینه‌های آزمایشگاهی و بیوانفورماتیکی و شناسایی ژن‌های کوچک، عملکردهای چشمگیر این پروتئین‌ها رفته رفته آشکار شد و با این حال انتظار می‌رود هنوز گروه بزرگی از این پروتئین‌ها ناشناخته باقی مانده باشند.

## عملکرد
مطالعات عملکردی روی گروه‌هایی از پروتئین‌های کوچک مربوط به پروکاریوت‌ها و یوکاریوت‌ها نشان داد که این گروه از پروتئین‌ها اغلب در فرایندهای متابولیکی و تنظیمی نقش دارند و چندان نقش ساختاری به خود نمی‌گیرند. این نتیجه بخصوص در مورد پروکاریوت‌ها مشهود تر است.

## پایداری
وجود هسته بزرگ آبگریز، فاکتور کلیدی برای پایداری در پروتئین‌های بزرگ‌تر است ولی به دلیل ابعاد کوچک، پروتئین‌های کوچکتر فاقد این مشخصه می‌باشند؛ بنابراین علاوه بر فاکتورهای پایدار کننده ساختاری در پروتئین‌های بزرگ‌تر، مانند میان کنش‌های الکترواستاتیک و هیدروفوبیک و پیوندهای هیدروژنی، استفاده از پیوندهای دی‌سولفید و یون‌های فلزی به عنوان عوامل اصلی پایداری در این پروتئین‌ها بسیار رایج است.

## کاربردها
پروتئین‌های کوچک مدل‌های خوبی برای مطالعات مربوط به تاخوردگی (به انگلیسی: تاشدگی پروتئین)، پایداری (به انگلیسی: Stability)، مطالعه میان کنش‌های اختصاصی در پروتئین‌ها، مطالعات ساختاری و تست‌های طراحی پروتئین‌های جدید هستند. مزیت‌های زیاد موتیف‌های کوچکتر در نهایت باعث کاربردهای بیشتر آن‌ها در اصول طراحی داروها می‌شوند. طراحی پروتئین به صورت مجازی (که در طبیعت وجود ندارند)، معمولاً قابلیت زیستی و پایداری چشمگیر به همراه پتانسیل‌های بیولوژیکی بالا دارند. همانند آنتی‌بادی‌های منوکلونال اختصاصیت بالایی به اهدافشان نشان می‌دهند ولی نسبت به آنتی‌بادی‌ها پایدار تر هستند و راحت‌تر تولید و اداره می‌شوند. طراحی این پروتئین‌های کوچک با اهداف درمانی بسیار مورد توجه است و این گروه از پروتئین‌ها قابلیت تبدیل شدن به کلاس جدیدی از داروها با کارکردهای مفید بیشتر و اثرات جانبی کمتر را دارند.